# Kerwin Vargas
Kerwin Andrés Calderón Vargas (ur. 2 stycznia 2002 w Santa Marta) – kolumbijski piłkarz występujący na pozycji skrzydłowego lub napastnika, od 2022 roku zawodnik amerykańskiego Charlotte FC.